# Алтавила Милича
Алтавила Милича (итал. Altavilla Milicia) је насеље у Италији у округу Палермо, региону Сицилија.
Према процени из 2011. у насељу је живело 5151 становника. Насеље се налази на надморској висини од 93 м.

## Становништво
Према резултатима пописа становништва 2011. у општини је живело 7.429 становника.
| 1931. | 1936. | 1951. | 1961. | 1971. | 1981. | 1991. | 2001. | 2011. |
| ----- | ----- | ----- | ----- | ----- | ----- | ----- | ----- | ----- |
| 3.527 | 3.779 | 4.391 | 4.632 | 3.953 | 4.295 | 4.789 | 5.252 | 7.429 |